# Jean-Baptiste Danezan
Jean-Baptiste Danezan, né en 1733 à Valenciennes, où il est mort le 16 août 1801, est un sculpteur français.

## Biographie
Jean-Baptiste Danezan (1733-1801) fait son chef-d'œuvre de maîtrise en 1763 et devient maître sculpteur en 1764.

## Œuvres

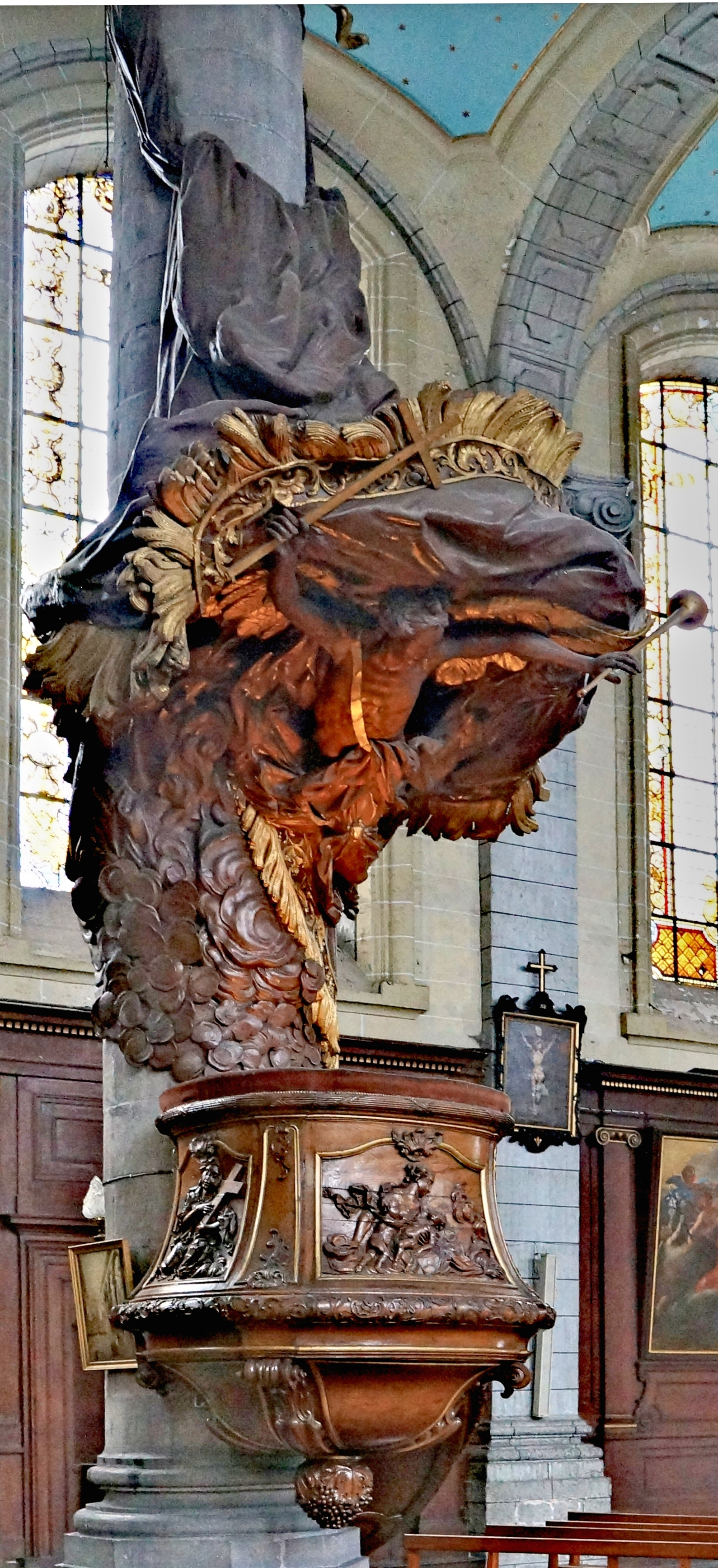
Chaire à prêcher en Eglise Saint-André de Lille

- Chaire à prêcher en l'Église Saint-André de Lille, 1768[3]
- Calvaire en bois en l'église Saint-Amand à Wargnies-le-Grand, 1784[4]